# 버지의 세균분류학 편람
버지의 세균분류학 편람(Bergey’s Manual of Systematic Bacteriology)은 세균 종의 분류를 결정하기 위해 사용되는 주요 세균분류학 편람의 하나이다.

## 편람 구성
현재 분류는 아래와 같다.
- 1권 (2001년) : 고균, 진화상으로 분기한 지 오래된 세균, 광영양 세균[1]

- 2권 (2005년) : 프로테오박테리아 — 3책으로 구분:
  - IIA: 개요[2]
  - IIB: 감마프로테오박테리아[3]
  - IIC: 프로테오박테리아에 속하는 기타 강[4]

- 3권 (2009년): 후벽균[5]

- 4권 (2010년): 의간균류, 스피로헤타균류, 테네리쿠테스균류(몰리쿠테스강), 산간균류, 섬유균류, 사간균류, 망단균류, 아단포균류, 렌티스페라균류, 우미균류, 클라미디아균류, 부유균류[6]

- 5권 (2011년): 방선균[7]